# あやしいわーるど@暫定 (暫定退避)
あやしいわーるど＠暫定(暫定退避)とは、あやしいわーるど電子掲示板群の内の一つであり、通称「暫定」と呼ばれる。

## 概要
「あやしいわーるど@暫定」という掲示板（管理人：擬古猫ほか）の運用が停止してしまうというトラブルがあったため、急遽バックアップとして設立された掲示板である。管理人は宮川生入（ハンドル：生入）。
＠暫定本体が閉鎖を繰り返す中で運営が継続されたことから、＠暫定の従系掲示板という性質から独立し、後継掲示板となった。当初は＠暫定のトラブルにより救済的措置として立ち上げた 「＠暫定（暫定退避）」（以下暫定退避）ではあったが、運営していくにつれて「色気」を出し、結果的に＠暫定の利用者を奪った格好になってしまったというのが実態と考えられる。しかし＠暫定のトラブルからしてそもそもは生入の計略によるものだと邪推し、徹底的に暫定退避を糾弾し、これを荒らすといった事件もしばしば発生している。
運営方針としては概ね放任主義であり、これを「荒らしの容認」「厨房的な投稿に対する制限もない無能管理人」と非難する者は多いが、あらゆる投稿に制限を加えない方針を評価する声も大きい。また、あやしいわーるどではタブー視されてきた2ちゃんねるネタやスラングも、特に制限をしていない。
ネット界、およびマスコミの扱いにおいて一世を風靡した山川純一（ヤマジュン）作品や、ツンツンデレデレ（ツンデレ）などの流行語、統合失調症の代替語である「おもしろ病」（下記に詳細あり）は＠暫定または暫定退避が発祥であるが、いつも美味しいところは2ちゃんねるに持って行かれているというのが実情である。
他のあやしいわーるど系掲示板では、こうした2ちゃんねるに関する書き込みはアクセス制限を受ける事に繋がるが、暫定退避の場合は管理人の気に食わない人間に対してのみ投稿制限が存在する。2ちゃんねるで導入されている騙り防止のトリップシステムを実験的に導入し、fusianasanに当たるギミック（投稿者欄に"生入"と記入） も取り入れるなど、かつてのあやしいわーるどにおけるタブーを意に介さず、良いものは良いと割り切って運用している。また、BBQシステムも導入されている。
このように「なんでもあり」という掲示板の性質を背景に、世間一般ではタブー視されている話題がしばしば展開される。
とりわけ黒人差別に繋がる話題ではしばしば盛り上がりを見せることがあり、掲示板の負の文化として大きく根付いてしまっており問題化している。
その他被差別部落出身者・無職・身障者（鼻が大きいなど）・人材派遣会社勤務者・低学歴者・デブ・女装・ドール趣味を持つ者への攻撃も著しく、今後の暫定退避における課題とされている。

## 少女マソ氏に対する粘着煽り。あやちゅう煽り。りみ状荒らし
暫定退避では りみ状 と呼ばれる
個人が自由にトピックを立てる事が出来る掲示板群がある
これを悪用し、特定の固定に粘着したり、荒らしたりしている不届き者がおり※不届き者＝ 恥知らず。の事です
特に少女マソと言う固定に対する嫌がらせは酷く、りみ状のトピック名を「マソ」で検索すると彼に対する大量の粘着トピックがヒットする。(マソ氏については、彼に対する誹謗中傷が始まる以前。1999年に作られたあやしいわーるど人名辞典をご覧下さい)
また、彼の事を「あやちゅう」と呼び、2002年以降11年近くに渡って陰湿な嫌がらせを続けている者がいる
最近(2011年11月現在)マソ氏を煽り、暫定退避を荒らしていた犯人の 投稿 が管理人(生入氏)によって晒され話題となった

ちなみにりみ状荒らし、マソ煽りは複数のISPを切り替えて行われている事がIP漏洩によって確認されている為、具体的な荒らしの人数や誰が荒らしているのか迄は特定出来ていない。
が、過去に少女マソ氏の掲示板「あやしいわーるど＠ほしのるり　(現在は人形状るり)」を荒らそうとして失敗し、掲示板上で晒されたiRC(＠ほしのるり上にて公開されたログにて発覚)は
りみ状と同形式の掲示板「あやしいわーるどRemix」においてそっくりな荒らし行為を行っており、管理人である酋長氏によってトピックの全面削除、乱立禁止の措置を取られている(出典：iRC自身による捨て台詞(自称：停戦宣言))事から、住人達の間でおおよその目星はついている様である。

## あやちゅう（マソ、ybb65）事変
2002年12月、ある記名投稿者（いわゆる固定）に対して、罵倒を繰り返す匿名投稿者群（いわゆる空白）が突如出没した。罵倒に対して同調レスが返されたりと、状況からして複数と思われるその者たちの攻撃は年末から元旦にかけても絶えることは無かったが、あやしいわーるどでは特定の人物に対する煽り・騙りによる嫌がらせはごく日常的な光景であり、当初は意に介す者も殆ど居なかった。
しかし2003年1月、投稿時のリモートホストが付記された過去ログが、管理人の不手際により流出してしまう変事が発生した。このことで複数だと思われていた攻撃者たちは、実は1人で複数を装っていただけの茶番だったことが判明。最大で9階層まで自分の投稿に自分でレスをつけるという奇行を繰り返していた事実に住人たちは驚愕した。一夜にして掲示板のピエロと化した彼（空白Aとする）は開き直り、記名で投稿を続けるようになるも見苦しい弁解と管理人に対する批判の言に始終していた。
空白Aの快進撃はここから始まる。一連の自作自演行為が白日の下に晒されたことで、煽る側から煽られる側の立場になってしまったが、空白Aはこの事実を拒絶。自分自身のかつての行いになぞらえ「自分を煽ってくる奴はすべて一人。煽りの投稿に対するレスはすべてそいつ自身」と組み立て、自分に対するあらゆる批判を一笑に付した。この精神構造にインスパイアされた空白の一人がREMIXにて「＠あやちゅう」を設立。
「空白Aを罵倒すると、空白Aを擁護する複数の人物が一斉に現れ、その者を糾弾する」という奇妙な偶然が2008年現在も続いている。
2007年に擬古猫氏との確執により空白Aの正体が少女マソ氏であることが発覚しており、＠あやちゅうはさらなる盛り上がりを呈している。
iRCのメンバーがここに目をつけ、双方を翻弄する目的で自動応答スクリプトを発明するなど、現在では第三の勢力（おちょくり派）が＠あやちゅうを支配している。

## 大量AA投稿・コピペ問題
2006年11月中旬、大量のアスキーアート（以下AAと略す）が連続投稿されるという事態が発生し、リソース圧迫を理由に数時間サービスが停止した。
これまでも度々“長文コピペ”を文脈と関係なく連続的に投稿するユーザーは居たものの、これは手動による投稿と思われ、さほど実害が無かったことと、放任主義とする管理人の方針もあり放置されてきた。
一般的に、多量のAAの投稿はログの可読性を損なうものとして「荒らし行為」とみなされる性質のものであるが、この時のAA貼り付けの量や投稿間隔は常軌を逸しており、スクリプトによる自動処理と考えられた。
よってこの時は例外的にBBQシステムによって、投稿者のIPがリジェクトをされた。これにより同一プロバイダにアクセス拠点を持つ別の住人が掲示板にアクセスできないという問題が発生した。

## 黒人ブーム到来
もとより差別思想の強いあやしいわーるどグループの末裔が集った掲示板であるが、とりわけ黒人への差別意識は凄まじいものがあった。
2006年に入るとより激しさは増し、「黒人の手のひらは白い」という文言が住人の間では挨拶代わりとなった時期も存在した。
2004年ごろ黒人差別の発言に過剰反応する者がおりこれに怒涛のごとく憤慨していたことから、黒人住民か？と取り沙汰されたことがあるが、真相は不明である。
現時でも黒人差別発言に批判的な投稿が見られるが、一部の人権派が躍起になっているだけという見解が大勢を占め、むしろその者を翻弄する意図で、黒人への差別意識が無いのに黒人差別発言に及んでいる者も少なくない。

## おもしろ病
おもしろ病（オモシロビョウ）とは、暫定退避における精神疾患全般を表す俚び言葉である。統合失調、不安障害、感情障害など、表出する思考、感情障害について指すものであり、摂食障害、性同一性障害、ナルコレプシーなどの身体的障害をもたらす疾患についてはこれに当たらない。
症状
精神錯乱、躁、鬱、被監視妄想、誇大妄想、虚偽性障害、人格障害などが主な症状である。また、ひきこもり、夜間生活、昼間睡眠、ピザ及びコーラへの偏食などといった、摂食障害、睡眠障害にあたる生活習慣の異常も併発されるケースが多い。
発症
ネットに依存した者のほとんどが発症原因と成り得る。暫定退避の利用者のおもしろ病キャリアは一般的な生活を送っている人間に比べ、何倍にも上る事から、住人的活動をし続ける限り、おもしろ病感染、病巣拡大のリスクを負う事を自覚する必要がある。
治療法
インターネットへの依存から脱却する事が第一であると考えられる。一度おもしろナイズされてしまうと根本的な治癒は難しい。継続的な精神科、デイケアへの通院で改善する事はまれであり、ほとんどおもしろいままである。一部、自ら治療と称して自分自身の全裸姿をネットの動画配信で中継する者も現れ出したが、効果の程は定かではない。

## ネットラジオ
近年では『ライブドアねとらじ』などでも盛んなネットラジオ中継であるが、暫定退避ではパスワードを知っていれば誰でも使える公開サーバ（設置者はギターマン）を経由することで、音声のみならずウェブカメラなどを使った動画中継（動画ラジオ）を定期的・突発的に行なう者がいる。また中継される動画の内容も、パソコンを前にした自分の姿以外に、プレイ中のビデオゲームやエロゲーの画面をそのまま中継する者や、視聴しているアニメやテレビ番組を中継する者など、じつにさまざまである。ただしこれらの中継に関しては、内容的には著作権侵害の恐れのあるものも少なくないのが現状である。また上記でも触れられているが、中継で自らの裸体を晒すといった常連が定着しつつあることも、風紀上の問題点として今後の課題の一つであると言えよう。
これらのネットラジオ番組が開始された場合、標準では自動的に暫定退避へと通知される設定となっているため、暫定住民たちはラジオ中継が開始された事を容易に知ることができる。そのためか、動画（または音声）中継を視聴しつつ板に書き込みをするという極めて独特なスタイルが、近年の暫定退避においてはすでに普通のものとなりつつある。なおこれらのネットラジオの視聴の際には、標準状態ではパソコンにインストールされていないWinampなどの動画再生ソフトが必要となる事がある。

## 公認文化
書物・ゲーム・各種カルチャーなどについて、「暫定公認」といった修飾を用いることがある。これはその素材が暫定退避において大きなブームとなっていることを現したものである。これまで暫定公認に認定された物を、以下に示す。
- 暫定のソウルフード：ダイエットペプシ、小倉トースト、キャベツ太郎
- 暫定公認ホビー：カスタムドール（スーパードルフィー等）
- 暫定公認インスタント食品：弾む生パスタ、和田アキ子ラーメン（永谷園の煮込みラーメン）
- 暫定公認ゲーム：デッドオアアライブ、呪いの館（ニコニコ動画で話題となったアクションゲーム）
- 暫定公認ポルノゲーム：陽射しの中のリアル
- 暫定公認電子ゲーム：ゲームロボット、ドンキーコング
- 暫定公認ブランド：ファッションセンターしまむら
- 暫定公認同人作家：あずまゆき、なかじまゆか、あおいまなぶbolze.
- 暫定公認女優：仲間由紀恵
- 暫定公認ライター：安藤健二
- 暫定公認バレーボールプレイヤー：大山加奈
- 暫定公認映画：ゼイリブ、ファイトクラブ、フルメタルジャケット、リベリオン、ストリートオブファイヤー
- 暫定の公認配信者：アニソン兄さん（韓国のアニソンカラオケ配信者。鋼鉄天使くるみを歌う）